# Milford, Ohio
Milford là một thành phố thuộc quận Clermont, tiểu bang Ohio, Hoa Kỳ. Năm 2010, dân số của thành phố này là 6709 người.

## Dân số
- Dân số năm 2000: 6284 người.
- Dân số năm 2010: 6709 người.